# 中村修二
中村 修二（なかむら しゅうじ、英語: Shuji Nakamura、1954年（昭和29年）5月22日 - ）は、電子工学を専門とする技術者、研究者。学位は、博士（工学）（徳島大学）。日亜化学時代の1993年に世界に先駆けて実用的な高輝度青色発光ダイオードを開発し、その発明により赤﨑勇・天野浩とともに2014年のノーベル物理学賞を受賞した。日亜化学との訴訟でも注目を集めた。2005年までは日本国籍であったが、その後アメリカ国籍を取得している。
日亜化学工業開発部主幹研究員、同社 窒化物半導体研究所 所長を経て、2000年よりカリフォルニア大学サンタバーバラ校（UCSB）教授。科学技術振興機構のERATO中村不均一結晶プロジェクトの研究統括を務めるとともに、大学発ベンチャー「SORAA」も立ち上げた。中村を中心としたUCSBの研究グループは、2007年に世界初の無極性青紫半導体レーザーを実現した。2014年文化功労者、文化勲章受章。2017年、日本工業大学特別栄誉教授。

## 来歴

### 幼少期
愛媛県西宇和郡四ツ浜村大久（後の瀬戸町、現在の伊方町）生まれ。小さい頃は海や山といった自然の中で遊ぶ子供であった。父親が四国電力に勤めており、仕事の関係で中村が小学2年生の時に大洲市へ転居するが、ここでも山登りを楽しんだ。
1967年に大洲市立喜多小学校を卒業。その後は大洲市立大洲北中学校・愛媛県立大洲高等学校に進む。数学・物理が好きで、図画工作・美術とともに得意であった。しかし、歴史や地理などの暗記物は苦手だった。
中学・高校の6年間は、バレーボール部に入って活動していた。中学はキャプテンをしていた兄に強制的に入部させられ、高校では友人から誘われて断れなかったためであり、バレーが好きなわけではなかった。しかしインタビューでは「辛い時にはバレーボールのきつい練習を思い出す」と述べており、著書では自分達でやり方を研究したり工夫したこと、受験勉強に専念せずに部活動を続けたことの意義や、自立精神が養われたことを振り返っている。

### 徳島大学時代
大学進学にあたり中村は理論物理や数学を志していたが、教師から「食えんから」と言われて工学部に変更したという。徳島大学工学部に進学し、学科は物理学に近い電子工学科を選択する。下宿で専門書を読み耽るとともに、哲学の思索にも時間を割いたという。学部の同期には東原敏昭・日立製作所社長がいた（東原の学科は電気工学科）。また、3年生の時に後に妻となる教育学部の同級生の女性と出会い、交際を始めている。
3年生では当時助教授であった福井萬壽夫の固体物性の授業に面白さを感じ、中村は材料物性に興味を持つ。卒業研究では同分野の教授である多田修の研究室に所属。多田は実験装置の手作りを重視しており、中村は旋盤や溶接などものづくりの経験を積む。
中村はトップクラスの成績で学部を卒業後、同大学大学院工学研究科修士課程に進学。なお、大学院進学にあたっては大学院に博士課程のある京都大学も受験していたが、不合格になっている。また、大学院1年生の時に結婚し、修了時には子供もいた。
大学院修了を控えて松下電器産業の採用試験を受けるが、不採用となる。その後、中村は京セラを受験。この時の面接担当者は創業者の稲盛和夫で、中村は合格した。しかし、家族の養育の関係から、地元就職を希望。指導教授の多田の斡旋により日亜化学工業を受け、採択される。

### エンジニア時代
大学院修了後、日亜化学工業に就職し、開発課に配属される。現場の職人からガラスの曲げ方などを習い、自らの手で実験装置などの改造を行った。これらの経験が、CVD装置の改良に生かされ、後の発明に繋がる。
日亜化学工業時代に商品化したものとしては、ガリウム系半導体ウェハーなどがあったが、ブランド力や知名度が低く売れなかった。中村は青色発光ダイオードに挑戦することを決意し、青色発光ダイオードの開発を社長の小川信雄に直訴。中小企業(1988年当時、日亜化学の年間売上高は200億円に満たない程度であった)としては破格の約3億円の開発費用の使用を許される。
中村はまた社長に留学を直談判し、1988年4月から1年間の予定で、アメリカ合衆国のフロリダ大学へ留学する。MOCVD を勉強するための中村の希望であったが、日亜化学としては元々、徳島大学助教授酒井士郎の勧めで、フロリダ大学へ誰か社員を派遣する計画であった。中村は修士修了で博士号を持っていなかったため、留学先で研究者として見てもらえず悔しい思いをしており、「コンチクショー」と博士号取得や論文執筆への意欲を新たにした。
1年間の留学後、日亜化学工業に戻り、2億円ほどするMOCVD装置の改造に取り掛かる。なお、2014年に中村修二へのノーベル物理学賞授与が発表されたとき、中村修二はインタビューに応えて「日亜化学の先代社長の小川信雄氏には感謝している。彼の研究支援がなかったらこのノーベル賞はなかった」と述べている。
当時の応用物理学会、研究会などではセレン系に注目が集まっていた一方、ガリウム系の研究会は人数も少なかった。しかし中村は「あれだけ優秀な人たちが取り組んでもうまくいかないならば、むしろ終わったとされる分野に挑んだ方が良い」ということで、ガリウムに着目。その後、中村はツーフローMOCVDによりGaN（窒化ガリウム）の結晶作成を実現。妹尾雅之や岩佐成人が実現した熱処理によるp型化アニール技術に対しては、水素原子が寄与する「中村モデル」を推定し、このモデルが同技術の特許の基本となる。
日亜化学はさらに窒化インジウムガリウム（InGaN）による紫外、青色発光を実現。技術は松岡隆志博士が発表した論文がベースであったが、日亜化学は亜鉛とシリコンをドープさせることにより、輝度を高めた。実現したのは向井孝志や妹尾雅之、長濱慎一らの開発チームであったものの、亜鉛とシリコンをドープすることは中村が助言したとされる。1993年10月に豊田合成が輝度200ミリカンデラの青色発光ダイオードを発表するが、この時点で日亜化学はpn接合と1000ミリカンデラの輝度を達成していた。1993年11月30日、日亜化学は青色ダイオードの実用化を大々的に新聞発表する。

### スター技術者として
1994年3月、中村は徳島大学大学院工学研究科に博士論文を提出して、博士（工学）の学位を取得した。同年、1993年に掲載されたダブルヘテロ構造についての向井、妹尾との共著論文が、応用物理学会の論文賞を受賞。翌年には妹尾、向井とともに櫻井健二郎賞も受賞する。さらに1996年には青-緑LEDと半導体レーザーの実績で大河内記念賞を向井、妹尾、長濱、岩佐とともに受賞する。また、1997年には妹尾、長濱、岩佐らとのInGaNレーザーダイオード（LD）に関する共著論文でも論文賞を受賞するなど、数々の賞を受賞する（詳細は「受賞歴」の節を参照）。
青色発光ダイオードが製品化されて以降、1994年頃から中村は国内外の学会などで多くの講演をこなすようになる。開発体制は大幅に増員され、研究開発の現場は中村なしで実用化に向けて発展を遂げていく。特にレーザーダイオードについては貢献が乏しかった。
なお、1998年11月に東京大学客員教授の誘いが来る。相談を受けた日亜化学常務の小山稔は引き受けることを勧めたが、中村は日亜化学から重要な技術情報が漏れることを恐れ、断る方針を伝えた。小山は中村の日亜化学に対する忠社精神を指摘するとともに、すでに重要な技術は研究の段階から生産現場へ移っていたことから、中村が現場における「“真の進歩”に気が付いていないのではないか」と思ったと回想している。
また、各種講演をこなす中で、中村は発明に対して得た報奨金が約2万円と語っており、それを聞いたアメリカの研究者仲間は絶句の後、低すぎる対価に甘んじているとして「スレイブ・ナカムラ」（スレイヴ＝奴隷）とあだ名したという。しかし日亜化学はボーナスや昇給で上乗せをしており、同年代の社員と比較して1989年以降の11年間で総額6195万円になるといわれる。
中村はLED関係の開発に目途が立ち、研究テーマの観点からも日亜でやることがなくなりつつあった。また、1999年8月に科学技術振興機構（JST）のERATO「不均一結晶」プロジェクトの統括責任者候補に推薦され、小山をはじめとする日亜化学経営陣も引き受ける方針であったが、JST側の事情で流れてしまう。
中村はアメリカの企業や大学から多くのオファーを受け、「スレイブ・ナカムラでは耐えられない」という思いもあり、娘からの「もったいない」という言葉がきっかけで転身を決意する。1999年12月27日に日亜化学を退社。2000年2月、スティーブン・デンバース教授が誘ってくれたカリフォルニア大学サンタバーバラ校 (UCSB) ・材料物性工学科の教授に着任。同大学が半導体関係に強いのも一因という。

### 日亜化学工業との訴訟
2000年12月にアメリカ・ノースカロライナ州東部地区連邦地方裁判所において、日亜化学工業はトレードシークレット（営業秘密）漏洩の疑いで中村を提訴した。裁判終結までの間、中村は米国訴訟におけるディスカバリー制度の対応のため、情報提供や反論の準備にかなりの時間を取られ、研究に支障が生じた。
その後2001年8月23日に、中村が日亜化学工業を提訴。中村は、日亜化学工業に対してツーフローMOCVD（通称404特許と呼ばれる）の特許権譲渡および特許の対価の増額を求めて争った（通称「中村裁判」（青色LED訴訟）、詳細は404特許を参照）。中村は、「サンタバーバラの自宅や大学の研究室を調べられ、心身ともに疲弊した。裁判を通して続けられる日亜化学の執拗な攻撃をやめさせるために、日本で裁判を起こした」と言う。
日亜化学工業が中村を訴えた米国での訴訟については、2002年10月10日に棄却となる。日本での訴訟では、2004年1月30日に404特許の発明の対価を604億円と認定した上で、その一部として、東京地裁は日亜化学工業に中村に対して200億円を支払うよう命じた。この判決はその巨額さから大きな衝撃を与えたが、日亜側が特許の対価をマイナスであると主張するなど、その訴訟戦術に問題があったとの指摘もなされた。日亜化学工業は弁護人を替えた上で控訴し、2005年1月11日、東京高等裁判所において、404特許を含む全関連特許などの対価などとして、日亜化学工業側が約8億4000万円を中村に支払うことで和解が成立する。
なお、日亜化学工業は同訴訟中に、量産化に不可欠な技術は、若手の研究員が発見した「アニール」技術であり、すでに存在していた平滑なGaNの膜を得るためのツーフローMOCVDは無価値だと述べており、訴訟終了後には特許権を中村に譲渡することなく放棄している。この控訴審において高裁から示された和解勧告に対し、中村は弁護士とは異なる記者会見を設け「日本の司法は腐っている」と述べた。

### UCSB、SORAAなどでの活躍
2005年、東京理科大学の大川和宏研究グループとの共同研究による、窒化物半導体を用いた光触媒デバイスを発表。窒化ガリウムの結晶と導線で結んだ白金を電解質水溶液に浸し、窒化ガリウムに光を当てることで電流を発生させ、水を電気分解することによって水素と酸素に分離することに成功した。光を使って水から水素を容易に取り出せることから、新たなエネルギー変換技術として期待されている。
大学では固体照明・エネルギー電子工学センターのディレクターを務め、2007年にはUCSBにおいて、中村が率いるグループが世界初となる無極性青紫半導体レーザーの開発に成功している。
アメリカの大学教授は企業のコンサルティングやベンチャー企業立ち上げも良く行っており、中村もLED電球のベンチャーを立ち上げたり、韓国企業のソウル半導体への技術指導や共同研究を行ったりしていた。また、中国の大学や企業で名誉教授やアドバイザーを務めるとともに、日本においても鳥取大学・信州大学・徳島大学・愛媛大学・東京農工大学で客員教授を務めている。
2006年にGaN-on-GaNの技術を再度挑戦し成功した中村修二は、中村修二を含むUCSBの教授ら3人で2008年にベンチャー企業、SORAAを立ち上げた。SORAAの製品は、世界初の全可視スペクトラムを持つLEDを製造し、演色性が高く自然な白さを生み出す製品として知られている。
2022年11月、独自の技術開発によるレーザー核融合炉の商用化を目指すスタートアップ企業Blue Laser Fusion（BLF）を、かつての愛弟子である太田裕朗 早稲田大学ベンチャーズ共同代表と共に創業。同社は2023年7月にSPARX (未来創生3号ファンド)、JAFCO (ジャフコV7投資事業有限責任組合、ジャフコSV7-S投資事業有限責任組合)をリードインベスターとする、総額2,500万米国ドルの初回資金調達を実施した。

### 米国籍取得とノーベル物理学賞受賞

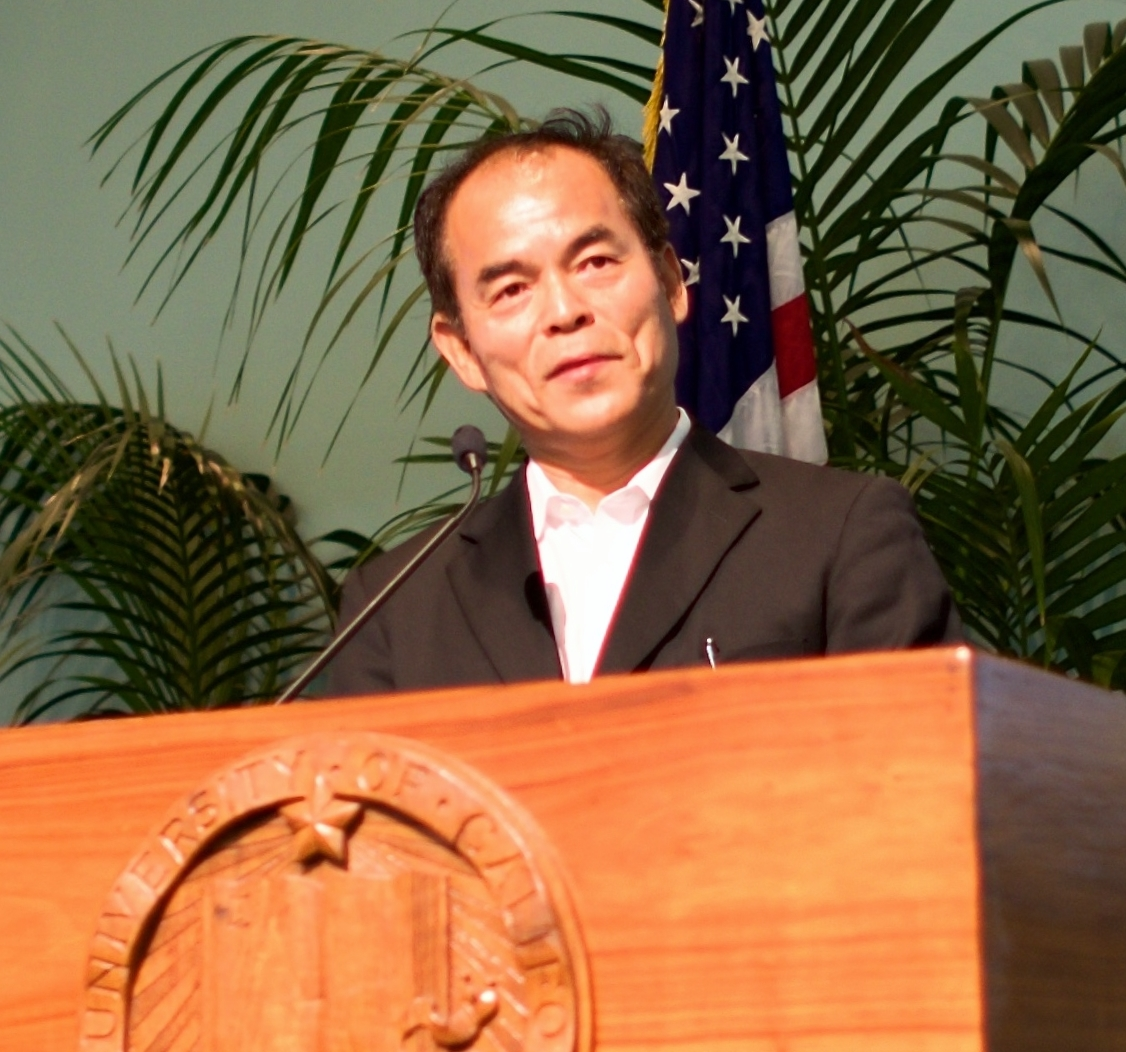
2014年10月30日、UCSBにて

中村は以前から「ノーベル賞に最も近い男」と言われることもあったが、青色発光ダイオードの開発から20年経っても受賞できず、2013年末には「来年取れなかったら当分無理かもしれない」と恩師の多田にこぼしていた。しかし2014年に赤﨑勇・天野浩と共にノーベル物理学賞を受賞することが決定する。
なお、アメリカで研究を続ける都合により、2005 - 2006年頃に米市民権を取得している。米国では多額の研究費を自ら集める必要があったが、その大半は米軍関係のものであり、機密の多い軍の研究費を用いるには市民権が必要だったという。ノーベル賞受賞者発表時には一般に知られておらず、またプレスリリースにある「American Citizen」の解釈でインターネット上の議論を巻き起こした。
ちなみに受賞後のインタビューにおいて、本人は米国籍を取得したが日本国籍を捨てたわけではないと答えたが、日本の国籍法は自ら他国の国籍を保持した際の二重国籍を認めていないため、本人の意思とは関係なく米国籍の取得時点で日本国籍を自動的に喪失していると考えられる（「帰化#単独日本国籍保持者の他国への帰化」も参照）。
実際、平成26年11月4日『官報』では「アメリカ合衆国人 中村修二 文化勲章を贈与する」とされており、日本人として「文化勲章を授ける」とされた他の6人の文化勲章受章者とは明確に異なる取り扱いがなされている。また、中村は前述のようにノーベル賞受賞時に米国籍取得を話したところ、二重国籍が問題となり日本のパスポート更新ができなくなり取り上げられたという。

## 履歴

### 略歴
- 1973年3月 - 愛媛県立大洲高等学校普通科卒業[42][104]
- 1977年3月 - 徳島大学工学部電子工学科卒業[105]
- 1979年3月 - 徳島大学大学院工学研究科修士課程修了[105]
- 1979年4月 - 日亜化学工業入社[105][14]
- 1988年4月 - フロリダ大学電子工学部へ留学（1989年3月まで）[58][64]。
- 1994年 - 徳島大学において博士（工学）の学位を取得[12]。
- 1999年9月 - 日亜化学工業 窒化物半導体研究所 所長[21][22]。
- 1999年12月 - 日亜化学工業を退社[21][22]。
- 2000年2月 - カリフォルニア大学サンタバーバラ校 材料物性工学科[23][24] 教授に就任[22]。
- 2001年10月 - 科学技術振興機構ERATO「中村不均一結晶プロジェクト」研究統括（2006年9月まで）[22]。

（客員、顧問、非常勤など）
- 2000年5月 - クリー・ライティング社の非常勤研究員に就任[106]
- 2002年度 - 信州大学客員教授[107]
- 2003年 - 全米技術アカデミー会員[108]
- 2004年頃 - ソウル半導体（英語版）（韓国企業）の技術顧問に就任[95][96]
- 2006年 - 愛媛大学客員教授に就任[109]
- 2010年9月 - 東京農工大学客員教授に就任[97]（ - 2014年3月まで、現在は経営協議会委員[110]）
- 2017年10月 - 日本工業大学特別栄誉教授[30]

### 受賞歴

#### 論文賞
- 1994年 - 第16回応用物理学会賞（論文賞）[69]
受賞論文 - Shuji Nakamura, Masayuki Senoh, Takashi Mukai (1993) "P-GaN/N-InGaN/N-GaN Double-Heterostructure Blue-Light-Emitting Diodes". Jpn. J. Appl. Phys. 32 L8[69].
- 1997年 - 第19回応用物理学会賞（論文賞）[71]
受賞論文 - Shuji Nakamura, Masayuki Senoh, Shin-ichi Nagahama, Naruhito Iwasa, Takao Yamada, Toshio Matsushita, Hiroyuki Kiyoku, Yasunobu Sugimoto (1996) "InGaN-Based Multi-Quantum-Well-Structure Laser Diodes". Jpn. J. Appl. Phys. 35 L74[71].
- 2008年 - 第30回応用物理学会JJAP論文賞[111]
受賞論文 - Mathew C. Schmidt, Kwang-Choong Kim, Robert M. Farrell, Daniel F. Feezell, Daniel A. Cohen, Makoto Saito, Kenji Fujito, James S. Speck, Steven P. DenBaars, and Shuji Nakamura (2007). “Demonstration of Nonpolarm-Plane InGaN/GaN Laser Diodes”. Jpn. J. Appl. Phys. 46 L190[111].

#### その他受賞歴
学術関係の受賞について（主に武田先端知 2006, pp. 15–16やNakamura (CV) 2020を参照）
- 1994年 - 日経BP技術賞
- 1995年 - 第10回櫻井健二郎賞[70][注釈 9]
- 1996年 - 仁科記念賞、日経BP技術賞、Engineering Achievement 賞 (IEEE/LEOS)、Society for Information Display (SID) Special Recognition 賞
- 1997年 - 大河内記念賞[20][注釈 10]、Materials Research Society (MRS) Medal 賞
- 1998年 - Innovation in Real Materials 賞、C&C賞[112][注釈 11]、IEEEジャック・A・モートン賞、Rank 賞
- 1999年 - ユリウス・シュプリンガー応用物理学賞
- 2000年 - 高柳賞、本田賞[105]、Carl Zeiss Research 賞、Crystal Growth and Crystal Technology 賞
- 2001年 - 朝日賞[113][114]、Nick Holonyak, Jr.賞 (OSA)、Distinguished Lecturer 賞 (LEOS)
- 2002年 - ベンジャミン・フランクリン・メダル（工学分野）[115]、Quantum Electronics 賞 (IEEE/LEOS)、The Economist Innovation Award 2002 “No Boundaries”、World Technology 賞、武田賞[注釈 12]
- 2002-2005年 - トムソン・ロイター引用栄誉賞 [116]
- 2003年 - CompoundSemi Pioneer 賞、Blue Spectrum Pioneer 賞
- 2004年 - The Society for Information Display Karl Ferdinand Braun Prize
- 2006年 - Global Innovation Leader 賞、Optical Media Global Industry 賞、フィンランド政府ミレニアム技術賞
- 2007年 - Czochralski 賞、Santa Barbara Region Chamber of Commerce Innovator of the Year 賞
- 2008年 - アストゥリアス皇太子賞（学術・技術研究部門)
- 2009年 - ハーヴェイ賞
- 2011年 - 第63回エミー賞技術開発部門[注釈 13][要出典]
- 2012年 - Inventor of the Year Award by Silicon Valley Intellectual Property Law Association
- 2013年 - LED Pioneer 賞、LUX 賞、Awards of Outstanding Achievement for Global SSL Development by ISA
- 2014年 - ノーベル物理学賞[15][16]
- 2015年 - アジアゲームチェンナー賞[117]、チャールズ・スターク・ドレイパー賞[118]、NIHF（全米発明協会殿堂）入り、グローバルエネルギー賞[119]
- 2017年 - マウントバッタンメダル賞[120]
- 2018年 - ザイード・フューチャー・エネルギー賞[121][122]
- 2019年 - 再生可能エネルギー リー・アン・コン賞[123][124]
- 2020年 - 米国科学アカデミー賞産業応用部門[125]
- 2021年 - 第5回エリザベス女王工学賞[126]、Spirit of Innovation Award[127]、Richard J. Goldstein Energy Lecture Award（アメリカ機械学会）[128]

### 栄典・受勲
- 2014年 - 文化勲章、文化功労者[29]
- 2015年2月4日 - 愛媛県県民賞[129]
- 2015年 - 愛媛県大洲市名誉市民[130]

## 著作

### 学位論文
- 『InGaN高輝度青色LEDに関する研究』徳島大学〈博士論文（乙第1371号）〉、1994年11月11日。

### 単著
- 『考える力、やり抜く力 私の方法』三笠書房、2001年2月、ISBN 4-8379-1872-7。
- 『怒りのブレイクスルー ― 常識に背を向けたとき「青い光」が見えてきた ―』ホーム社、2001年4月、ISBN 4-8342-5052-0。
  - 『怒りのブレイクスルー』集英社〈集英社文庫〉、2004年5月、ISBN 4-08-747704-5。
- 『21世紀の絶対温度 ― 科学者の眼から見た現代の病巣の構図 ―』ホーム社、2002年4月、ISBN 4-8342-5064-4。
- 『好きなことだけやればいい』バジリコ、2002年4月、ISBN 4-901784-00-5。
- 『Wild Dream ― 反逆、闘い そして語ろう ―』ビジネス社、2002年9月、ISBN 4-8284-1005-8。
- 『日本の子どもを幸福にする23の提言 Look forward !』小学館、2003年5月、ISBN 4-09-348371-X。
- 『「バカになれる男」が勝つ！』三笠書房、2004年1月、ISBN 4-8379-7379-5。
- 『負けてたまるか! ― 青色発光ダイオード開発者の言い分 ―』朝日新聞出版、2004年3月、ISBN 4-02-259848-4。
  - 『負けてたまるか! ― 青色発光ダイオード開発者の言い分 ―』(新版)、朝日新聞出版〈朝日選書 748〉2014年11月、ISBN 9784022590008。
- 『成果を生み出す非常識な仕事術』メディアファクトリー、2004年5月、ISBN 4-8401-1083-2。
- 『大好きなことを「仕事」にしよう』ワニブックス、2004年8月、ISBN 4-8470-1550-9。
- 『ごめん! 青色LED開発者最後の独白』ダイヤモンド社、2005年7月、ISBN 4-478-70327-2。
- 『中村修二の反骨教育論 ― 21世紀を生き抜く子に育てる ―』小学館〈小学館新書 230〉、2014年12月、ISBN 9784098252305。
- 『夢と壁 ― 夢をかなえる8つの力 ― 中村教授の特別ゼミ』OROCO PLANNING、2015年7月、ISBN 9784990841201。

### 共著
- Shuji Nakamura; S J Pearton; Gerhard Fasol (2000). The blue laser diode - the complete story -. Berlin ; New York: Springer. ISBN 9783540665052. （英語）
- 西沢潤一、中村修二『赤の発見 青の発見』白日社、2001年5月、ISBN 4-89173-102-8。
- 中村修二、升永英俊『真相・中村裁判』日経BP、2002年11月、ISBN 4-8222-0592-4。
- 中村修二、城戸淳二『「突然変異」を生み出せ!』日本実業出版社、2003年11月、ISBN 4-534-03664-7。
- 中村修二、佐川眞人『最強エンジニアの仕事術』実務教育出版、2016年9月、ISBN 9784788911956。
- 加納剛太 監修『日本復活の鍵 起業工学』富山房インターナショナル、2016年3月、ISBN 9784866000084。

### 解説
- 「招待講演 高輝度青色LED結晶の育成」『日本結晶成長学会誌』第21巻第3号、1994年、319-322頁。
- 「GaN系発光素子の現状と将来」『応用物理』第65巻第7号、1996年、676-686頁。
- 「植物工場用青色LED,LDの現状と将来」『レーザー研究』第25巻第12号、1997年、850-854頁。
- 「紫色InGaN系レーザーダイオードの進展」『応用物理』第68巻第7号、1999年、793-796頁。
- 「白色および紫外LED」『応用物理』第68巻第2号、1999年、152-155頁、向井孝志との共著。
- 「緑色レーザーの夜明け」『日経サイエンス』2009年7月号、M. リオーダン 著、中村修二 翻訳監修。
- 「窒化ガリウムを選んだのはやけくそでした」『光と画像の技術 月刊誌OplusE』アドコム・メディア、2010年6月25日（初出：OplusE 2000年4月号）
- 「実現した青色の高輝度発光ダイオード」『日経サイエンス』2014年12月、20-29頁。（初出：日経サイエンス1994年10月号）
- 「ノーベル物理学賞発表後の日本の報道について」『学術の動向』第20巻第11号、2015年、24-29頁。

（インタビュー）
- 「オーラルヒストリー GaN 青色LED，LD 実現への歩み ―米国からのメッセージとともに―」『応用物理』第78巻第4号、2009年、360-366頁[注釈 14]。
- 「特別インタビュー グリーン発光デバイスを全世界へ」『精密工学会誌』第78巻第10号、2012年、853-855頁、聞き手 - 土肥俊郎。